# Дух в броня
Дух в броня (на японски: 攻殻機動隊 Кокаку Кидотай) е научнофантастична поредица от манга, книги, анимационни филми, анимационни сериали и телевизионни филми, както и предстоящ през 2017 г. игрален филм. Оригинално поредицата е създадена от японския художник на манга Масамуне Широу през 1990 – 1991 година. Както книгите, така и кино и телевизионните издания са придобили глобален култов статус в жанра фантастика и по-специално киберпънк.

## Сюжет

### Наименование и жанр
Оригиналното японско наименование на японски е Дух в бронята: Мобилен полицейски отряд за борба с безредици, (Кокаку Кидотай, 攻殻機動隊). Заглавието идва от една от основните идеи в сюжета на поредицата. През XXI век кибернетизацията на хората, особено в Япония, е силно напреднала. По същество населението е киборги с кибернетични мозъци, всеки със свой „дух“ така както човешкият индивид разполага със свое уникално съзнание. Мобилен полицейски отряд за борба с безредици е директна заемка от названието на специализираните полицейски подразделения в съвременната японска полиция (Kidō-tai, 機動隊 (превеждани на английски като Riot Police Units, Полицейски подразделения за [борба с] безредици).
Поредицата в своите разнообразни хартиени и визуални издания е изключително многопластова и това създава сериозни трудности за вкарването ѝ в конкретни жанрови стилове. Преди всичко „Дух в броня“ е полицейски процедурен екшън, в който служителите на специален криминален и противотерористичен отряд се борят с различни особено тежки проявления на организирана престъпност. На този аспект на поредицата наблягат двата сезона на телевизионния сериал (Ghost in the Shell: Stand Alone Complex, Ghost in the Shell: S.A.C. 2nd GIG), както и идейното им продължение като телевизионен филм (Ghost in the Shell: Stand Alone Complex − Solid State Society). Наред с това поредицата представлява и политически трилър, основно в анимационните филми за големия екран (оригиналният Ghost in the Shell, Ghost in the Shell 2: Innocence и Ghost in the Shell: The New Movie). В тях Отдел 9 се бори основно с враждебните действия срещу страната на чужди държави, разузнавателни организации и терористични групировки, подпомагани и от корумпирани държавни служители. В отделни моменти както в кинофилмите, така и в телевизионните сериали действието преминава в полето на военната, както и след-апокалиптичната научна фантастика. Манга изданията служат като основно вдъхновение за двете поредици, а създателят ѝ Масамуне Широу е пряк участник в реализирането на част от тях.
Наред с по-вълнуващите екшънови епизоди са засегнати (особено в кино-филмите) и не по-малко въздействащи дълбоко философски въпроси относно същността на човешкото у нас. В един свят, населен от андроиди, в който виртуалният „дух“ може да бъде прехвърлен чрез софтуерна операция от едно кибернетично тяло в друго, скъсвайки с безусловността на човешката смърт като край на съществуването, в свят, в който „духът“ може да се движи свободно в световния информационен масив, скъсвайки физическата връзка между тялото и съзнанието на индивида, дали човечеството, чието спасяване е вдъхновило тези процеси всъщност не е безвъзвратно изчезнало, заменяйки един биологичен вид с друг – кибернетичен.

### Сюжетна линия
Действието на поредицата се развива в средата на XXI век, в коренно различен от нашия свят, преживял апокалипсиса на ядрена Трета световна война и пълната разруха на високотехнологична конвенционална Четвърта световна война. Геополитическия световен ред е разместен из основи. Предишните глобални свръхсили са се сринали до нивото на раздирани от тежки вътрешни конфликти регионални играчи, радикални политически терористични движения, както и глобални престъпни синдикати набират сила. В този нов свят водеща роля заема Япония. Страната съумява да избегне тоталното унищожение в двете последователни световни войни чрез своя технологичен напредък, а в следвоенния свят тази нейна водеща роля се засилва допълнително, превръщайки я в политически, икономически и научен лидер и център на стабилност с програми за икономическа помощ на тежко засегнатите от войните региони и ролята на арбитър между враждуващите фракции.
Проследява се работата на членовете на Публична сигурност – Отдел 9, спецслужба, съставена от бивши военнослужещи и полицаи. В това вероятно бъдеще изчислителната техника се е развила до етап, в който много от хората имат кибернетични мозъци, позволяващи им да се свързват с различни информационни мрежи. Степента на кибернетичност варира от прости интерфейси до почти цялостна замяна на мозъка с изкуствени части. Към процеса могат да се добавят протези, което позволява на човек да стане киборг. Главният герой, майор Мотоко Кусанаги (лидер на екипа и дясна ръка на началника на Отдел 9 – Дайцуке Арамаки) става такъв киборг, след като претърпява инцидент като дете и се налага пълна замяна на тялото ѝ с протези. Биокибернетичната медицина възниква основно като средство за облекчаване на жертвите на военните конфликти, претърпели тежки травми в бойните действия, но кибернетичните протези бързо стават норма, обещаващи преодоляване на физическите ограничения на човешкия организъм. В това отношение Япония е световен лидер и това допринася до голяма степен за бързия ѝ икономически възход след войните. Високото ниво на кибернизиране прави мозъка податлив на нападения от хакери, като най-голямата опасност е от хора, умеещи да поемат контрол над човека.

### Главни персонажи
Обществена сигурност – Отдел 9 (Public Security Section 9 (公安9課, Kōan Kyūka)) е елитна правоохранителна служба на подчинение на Министерството на вътрешните работи. В поредицата не се споменава за коя държава става въпрос, но множество елементи като имената, картата на страната, надписите, десния волан на автомобилите ясно насочват, че става дума за Япония. Отделът има особено елитен статус предвид естеството на своята работа, съществуването му не е оповестявано официално от правителството и тя разполага с изключително широки правомощия за наблюдение и изпълнение на операции. Статусът му е над полицейските служби и при работата си служителите му могат да упражняват пълен контрол върху полицейските служители на терен. Централата на отдела е в столицата Нюпорт Сити, построена върху пресушеното японско Вътрешно море Сето (между островите Хоншу, Кюшу и Шикоку, не е ясно дали са пресушени като последствие от Третата и Четвъртата световни войни или като правителствен проект след тях). Главните действащи лица са част от елитния контратерористичен отряд на отдела (и разполагат с широк набор от специализирана техника, апаратура и въоръжение) с изключение на Дайсуке Арамаки, който е самият шеф на Отдел 9.
- подп. Дайсуке Арамаки – Главен изпълнителен директор на Отдел 9
- майор Мотоко Кусанаги – шеф на контратерористичния отряд на Отдел 9, бивш военен и изключителен хакер
- Бату – бивш рейнджър от Японските сили за самоотбрана
- Тогуса – бивш полицай
- Ишикауа – бивш военен, главният системен администратор на Отдел 9 и завеждащ наблюдението със СРС
- Сайто – също бивш рейнджър от Японските сили за самоотбрана
- „Тачикома“ – 9 паякоподобни роботи, подпомагащи служителите на отряда, разполагат с тежко въоръжение и специализирана полицейска техника
- „Кукловодът“ – основният злодей в оригиналния кинофилм, извършил серия от терористични атаки, задействали Отдел 9 по случая, първоначално смятан за несоциален хакер с изключителни способности, впоследствие се оказва, че е виртуален изкуствен интелект
- „Смеещият се човек“ – основен обект на разследване от страна на Отдел 9 в първия сезон на телевизионния сериал „Самостоятелен комплекс“, първоначално смятан за много способен хакер, чиято цел е създаване на паника с цел лично обогатяване, впоследствие се оказва, че се бори с корупцията по високите етажи на властта и икономиката
- „Индивидуалните единадесет“ – терористична организация ангажираща работата на Отдел 9 във втория сезон на телевизионния сериал

## Издания в поредицата

### Манга
Мангата (японски комикси) „Дух в броня“ е оригиналният източник за цялата поредица.

#### Манга, вдъхновила кинофилмите
Издавана е в няколко книги от японската издателска къща Kodansha Ltd.:
- „Духът в бронята“ (The Ghost in the Shell) – манга комикс в стил сейнен, издаван между май 1989 г. и ноември 1990 г., действието се развива през 2029 г.
- „Дух в бронята 2: Интерфейс човек-машина“ (Ghost in the Shell 2: Man-Machine Interface) – продължението, издавано между септември 1991 г. и август 1997 г., действието се развива през 2035 г.
- „Дух в бронята 1.5: Процесор на човешката грешка“ (Ghost in the Shell 1.5: Human Error Processor) – 1991 г. – 1996 г., действието се развива между двете предишни издания.

#### Манга, пресъздаваща телевизионния сериал
Издавана е в няколко книги от японската издателска къща Kodansha Ltd.:
- „Дух в бронята: Самостоятелен комплекс – Тачикоматични дни“ (Ghost in the Shell: S.A.C. – Tachikomatic Days) – издадени в две поредици, заглавието идва от модела на полицейските роботи, подпомагащи служителите на Отдел 9 – „Тачикома“

Сериалът вдъхновява Джуничи Фуджисаки, който написва по него три романа, издадени от японската издателска къща Tokuma Shoten Publishing Co., Ltd.:
- „Дух в бронята: Самостоятелен комплекс – Загубената памет“ (Ghost in the Shell: Stand Alone Complex – The Lost Memory), издаден на 21 януари 2004 г.
- „Дух в бронята: Самостоятелен комплекс – Отмъщението на студените машини“ (Ghost in the Shell: Stand Alone Complex – Revenge of the Cold Machines), издаден на 8 юли 2004 г.
- „Дух в бронята: Самостоятелен комплекс – Бял лабиринт“ (Ghost in the Shell: Stand Alone Complex – White Maze), издаден на 4 февруари 2005 г.

#### Манга, пресъздаваща „Дух в бронята: Изправи се“
Издавана е в няколко броя от японската издателска къща Kodansha Ltd.:
- „Дух в бронята: Изправи се – Безсънно око" или буквалното японско заглавие „Мъжът с очи, които не спят“ (Ghost in the Shell: Arise ~Sleepless Eye~), издавана от 13 март до 26 август 2013 г. – името идва от кибернетичните очи на Бату.

### Кино

#### Анимационни филми
Оригиналният кинофилм допринася в най-голяма степен за култовия статус и световната популярност, която поредицата придобива:
- „Дух в бронята“ (Ghost in the Shell) – излъчен през 1995 г., действието се развива през 2029 г. по същото време с оригиналната манга, режисьор Мамору Ошии.[2]
  - „Дух в бронята 2.0“ (Ghost in the Shell 2.0) е повторение на оригиналния филм с най-новите технологични иновации в сферата на компютърната анимация. Излъчен е през 2008 г., режисьор отново е Мамору Ошии.
- „Дух в бронята 2: Невинност“ (Ghost in the Shell 2: Innocence) – излъчен през 2004 г., действието се развива през 2032 г., режисьор отново е Мамору Ошии, който в случая е и сценарист, адаптирайки мангата на Масамуне Широу.[3]
- „Дух в бронята: Новият филм“ (Ghost in the Shell: The New Movie) – излъчен през 2014 г., действието се развива след телевизионния филм „Дух в бронята: Изправяне“ (Ghost in the Shell: Arise), но преди оригиналния филм, режисьор е Казуя Номура, а сценарист – Тоу Убуката. В този случай действието се отдалечава от мангата на Масамуне Широу, макар че тя продължава да е основно вдъхновение за сценария.[4]

#### Игрален филм
- „Дух в бронята“ (Ghost in the Shell) е проект на компанията на Стивън Спилбърг DreamWorks Pictures, който е дълбоко впечатлен от оригиналния филм. Филмът е с планиран да излезе на голям екран през 2017 г., режисьор е Рупърт Сандърс, режисирал Снежанка и ловецът. В главните роли са Скарлет Йохансон (в ролята на майор Мотоко Кусанаги) и датският актьор Пилу Асбек (в ролята на партньора на Кусанаги – Бату), нашумял най-вече с ролята си в датския сериал политически трилър „Дворецът“ (Borgen)

### Телевизия
Телевизионните произведения са също базирани на мангата, но предлагат по-различна сюжетна насока, отдалечавайки се от философската страна на поредицата и пресъздавайки една по-динамична полицейска екшън-поредица:

#### Дух в бронята: Самостоятелен комплекс
- „Дух в бронята: Самостоятелен комплекс“ (Ghost in the Shell: Stand Alone Complex) – първи сезон на телевизионния сериал, включващ 26 епизода, оригинално излъчени от 1 октомври 2002 г. до 1 октомври 2003 г., действието се развива през 2030 г., след оригиналния кинофилм, режисьор и сценарист е Кенджи Камияма.
  - „Дух в бронята: Самостоятелен комплекс – Смеещият се мъж“ (Ghost in the Shell: Stand Alone Complex – The Laughing Man) – пълнометражна концентрирана версия на първи сезон на сериала, излъчена оригинално на 23 септември 2005 г. Озаглавена е на името на главния противник на отряда и леко изменя сюжета за да разкрие повече аспекти на неговата личност.
- „Дух в бронята: Самостоятелен комплекс 2-ри Сезон“ (Ghost in the Shell: Stand Alone Complex 2nd G.I.G.) – втори сезон на телевизионния сериал, включващ 26 епизода, оригинално излъчени от 1 януари 2004 г. до 8 януари 2005 г., действието се развива през 2030 г., след първия сезон, режисьор и сценарист отново е Кенджи Камияма.
  - „Дух в бронята: Самостоятелен комплекс 2-ри Сезон – Индивидуалните единадесет“ (Ghost in the Shell: S.A.C. 2nd GIG – Individual Eleven) – също както „Смеещият се мъж“ и това е пълнометражен телевизионен филм, излъчен на 27 януари 2006 г., преразказващ действието на втория сезон с леко изместена гледна точка към членовете на терористичната групировка, ангажираща основно работата на отряда, както и някои аспекти от личния живот на майор Мотоко Кусанаги.
- „Дух в бронята: Самостоятелен комплекс – Общество за стабилна държава“ (Ghost in the Shell: Stand Alone Complex – Solid State Society) – пълнометражен телевизионен филм, излъчен оригинално през 2006 г., действието се развива през 2034 г. и към момента (2016 г.) е най-напред разположен хронологично в сюжетната линия на цялата поредица. Режисьор отново е Кенджи Камияма, още веднъж съвместяващ и ролята на главен сценарист, а освен него като сценарист се включва и самият създател на поредицата Масамуне Широу.

#### Дух в бронята: Изправи се
- „Дух в бронята: Изправи се“ (Ghost in the Shell: Arise) – нов прочит на историята, действието се развива преди оригиналния кинофилм. „Дух в бронята: Изправи се“ е телевизионен сериал, включващ пет епизода, всеки с времетраене около 50 минути, като петият сюжетно не е свързан с предишните четири. Режисьор е Казучика Кисе, сценарист – Тоу Убуката.
  - „Фантомна болка“ (Ghost Pain), оригинално излъчен на 22 юни 2013 г.
  - „Шепоти на духа“ (Ghost Whispers), оригинално излъчен на 30 ноември 2013 г.
  - „Сълзите на духа“ (Ghost Tears), оригинално излъчен на 28 юни 2014 г.
  - „Духът е сам“ (Ghost Stands Alone), оригинално излъчен на 6 септември 2014 г.
  - „Пирофоричен култ“ (Pyrophoric Cult), оригинално излъчен на 26 август 2015 г.

- „Дух в бронята: Изправи се – Алтернативна архитектура“ (Ghost in the Shell: Arise – Alternative Architecture) – нов формат на епизодите на „Дух в броня: Изправи се“. Към тях са добавени някои нови сцени и петте 50-минутни епизоди са преработени в 10 24-минутни. Режисьор и сценарист отново са съответно Казучика Кисе и Тоу Убуката.
  - „Духът е сам, Част 1“ (Ghost Stands Alone, Part 1), оригинално излъчен на 5 април 2015 г.
  - „Духът е сам, Част 2“ (Ghost Stands Alone, Part 2), оригинално излъчен на 12 април 2015 г.
  - „Фантомна болка, Част 1“ (Ghost Pain, Part 1), оригинално излъчен на 19 април 2015 г.
  - „Фантомна болка, Част 2“ (Ghost Pain, Part 2), оригинално излъчен на 26 април 2015 г.
  - „Шепоти на духа, Част 1“ (Ghost Whispers, Part 1), оригинално излъчен на 3 май 2015 г.
  - „Шепоти на духа, Част 2“ (Ghost Whispers, Part 2), оригинално излъчен на 10 май 2015 г.
  - „Сълзите на духа, Част 1“ (Ghost Tears, Part 1), оригинално излъчен на 17 май 2015 г.
  - „Сълзите на духа, Част 2“ (Ghost Tears, Part 2), оригинално излъчен на 24 май 2015 г.
  - „Пирофоричен култ, Част 1“ (Pyrophoric Cult, Part 1), оригинално излъчен на 7 юни 2015 г.
  - „Пирофоричен култ, Част 2“ (Pyrophoric Cult, Part 2), оригинално излъчен на 14 юни 2015 г.

### Компютърни игри
Кино и телевизионните филми вдъхновяват създаването на компютърни игри:
- Ghost in the Shell (компютърна игра)
- Ghost in the Shell: Stand Alone Complex (за конзола PS2)
- Ghost in the Shell: Stand Alone Complex (за конзола PSP)
- Ghost in the Shell: First Assault – Stand Alone Complex Online (игра в мрежа)

## „Дух в броня“ като вдъхновение
Филмът „Дух в броня“ (1995 г.) като най-яркият представител на поредицата, е забележително за своето време кинематографично постижение оставило дълбока следа сред множество режисьори, сценаристи и продуценти като Стивън Спилбърг и Джеймс Камерън, а без съмнение най-забележителното произведение, пряко вдъхновение от „Дух в Броня“ е трилогията Матрицата на Лана и Лили Уашовски, постигнала на свой ред култов статус.
1. ↑  ghostintheshell.wikia.com
2. ↑  www.imdb.com/title/tt0113568/
3. ↑  www.imdb.com/title/tt0347246/
4. ↑  www.imdb.com/title/tt4337072/
5. ↑  www.theguardian.com